# Tablada del Rudrón
Tablada del Rudrón es una localidad situada en la provincia de Burgos, comunidad autónoma de Castilla y León (España), comarca de Páramos área geográfica del Valle del Rudrón, municipio de Tubilla del Agua.

## Datos generales

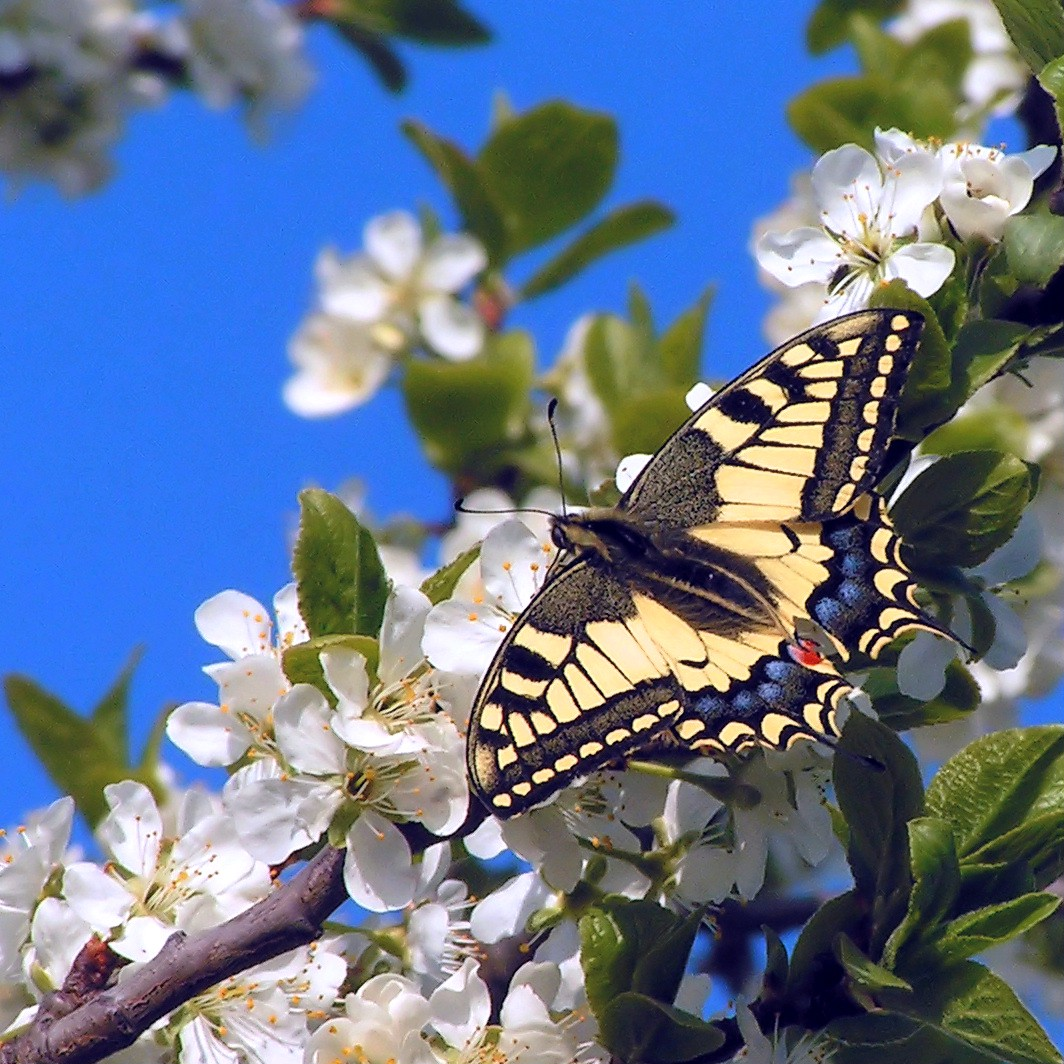
Mariposa Papilio machaon. En el Valle del Rudrón ayudan a polinizar los árboles frutales.

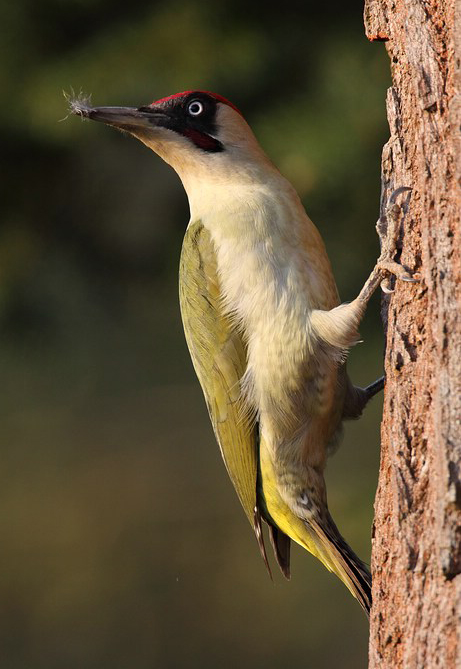
Pito real. En el Valle del Rudrón llamado picarrolincho.

En 2006, contaba con 34 habitantes, situado 6 km al este de la capital del municipio, Tubilla del Agua, por la carretera local que parte de esta localidad situada en la N-623. Continua su recorrido hacia el oeste por Bañuelos del Rudrón y Santa Coloma del Rudrón ya en el municipio vecino de Sargentes de la Lora y concluyendo en Moradillo del Castillo. Bañada por el río Rudrón en el Espacio Natural conocido como de Hoces del Alto Ebro y Rudrón, al sur de Ayoluengo.

## Historia
En el Censo de Floridablanca de 1787, estaba vinculado a la jurisdicción de señorío siendo su titular el marqués de Aguilar, regidor pedáneo.
En el censo de la matrícula catastral contaba con 29 hogares y 94 vecinos. Entre el censo de 1920 y el anterior, crece el término del municipio porque incorpora a 09506 Bañuelos del Rudrón. Entre el censo de 1930 y el anterior, este municipio desaparece porque se integra en el municipio 09395 Tubilla del Agua. Las dos localidades contaban entonces con 110 hogares y 416 vecinos.

### Edad Contemporánea

#### Segunda República
En este pueblo se dio un predominio de las ideologías republicanas y de izquierdas, como se puso en evidencia con la victoria del Frente Popular en las elecciones de febrero de 1936. Durante la guerra civil, el pueblo quedó en poder del bando sublevado y se registraron dos asesinados: 
| C | Lugar | Fecha      | Apellidos y nombre           | Edad | Natural            | Domiciliado        | Profesión | Estado civil |                   |
| - | ----- | ---------- | ---------------------------- | ---- | ------------------ | ------------------ | --------- | ------------ | ----------------- |
| P | K. 13 | N/c        | Recio Vicario, Alejandro     | 72   | Tablada del Rudrón | Tablada del Rudrón | Labrador  | C            | Bandera de España |
| D | N/c   | 11/11/1938 | Río Campillo, Valentín (del) | 42   | Tablada del Rudrón | Tablada del Rudrón | Labrador  | C            | Bandera de España |

## Demografía
| Gráfica de evolución demográfica de Tablada de Rudrón entre 1842 y 1920 |
| |
| Población de derecho según los censos de población del INE. Población de hecho según los censos de población del INE.Entre el censo de 1920 y el anterior, crece el término del municipio porque incorpora a Bañuelos de Rudrón. Entre el censo de 1930 y el anterior, este municipio desaparece porque se integra en el municipio Tubilla del Agua. |

## Personalidades ilustres
- Juan de Bañuelos, escultor

- Misael Bañuelos, médico y político

- Jacinto Campillo Cueva (1953), arqueólogo y profesor de Historia. Su obra literaria es extensa.

- Bernardino Moradillo Ruiz . Pintor, escultor, diseñador de edificios, natural de Sandoval de la Reina (Burgos), escribió un canto a Tablada.

- Jaime Antón Bañuelos (1995), biotecnólogo.

- Adrián Elvira Fernández (1996), jefe técnico en electromedicina clínica.
- Rudrón Valley (2021), Sociedad multiaventura.

## Ermita
- La Cucarona. Románica.